# 李文辉 (1972年)
李文辉（1972年7月—），傈僳族，云南兰坪人，中国共产党党员。中华人民共和国政治人物。中共中央党校研究生学历。第十三届全国人民代表大会云南省代表。现任中共怒江州委副书记、州长。

## 生平
1994年7月从云南大学历史系历史专业、政治系哲学专业毕业。毕业后到兰坪县检察院工作，1998年5月任兰坪县检察院副检察长。2000年6月任共青团怒江州委副书记。2002年3月任中共怒江州委宣传部副部长。2009年4月至2014年5月，任怒江傈僳族自治州副州长。2011年9月当选中共怒江州委常委。2014年5月任怒江州委政法委书记。其间2011年9月至2014年7月在中共中央党校研究生院在职研究生经济学（经济管理）专业学习。2017年7月任中共怒江州委副书记。2017年8月任怒江州副州长、代理州长，2017年12月29日当选州长。